# Anil Gözütok
Anil Gözütok (* 27. Oktober 2000 in Tübingen) ist ein deutsch-türkischer Fußballspieler. Er steht bei Wormatia Worms unter Vertrag.

## Karriere
Gözütok spielte in der Jugend beim TSV Kiebingen, dem FC Rottenburg und dem SSV Reutlingen 05, bevor er 2014 in die Jugend des 1. FC Kaiserslautern wechselte. Ab der Saison 2019/20 stand er im Aufgebot der U23 der Roten Teufel und unterschrieb einen Profivertrag für die Drittligamannschaft der Lauterer, bei der er auch in einigen Spielen auf der Ersatzbank saß, jedoch zu keinem Einsatz kam.
Sein Profidebüt gab Gözütok, als er am 4. Spieltag der Saison 2020/21 beim Südwestderby gegen den SV Waldhof Mannheim in der 57. Spielminute für Simon Skarlatidis eingewechselt wurde.
Im September 2022 schloss er sich dem Regionalligisten Wormatia Worms an.